# Джузеппе Доссена
Джузеппе Доссена (італ. Giuseppe Dossena, * 2 травня 1958, Мілан) — колишній італійський футболіст, півзахисник. По завершенні ігрової кар'єри — футбольний тренер. Наразі очолює тренерський штаб ефіопської команди «Сент-Джордж».
Як гравець насамперед відомий виступами за клуб «Торіно», а також національну збірну Італії.
Чемпіон Італії. Володар Кубка Італії. Володар Суперкубка Італії з футболу. Володар Кубка Кубків УЄФА. У складі збірної — чемпіон світу.

## Клубна кар'єра
Вихованець юнацьких команд «Альчіоне Мілано» та клубу «Торіно».
У дорослому футболі дебютував 1976 року виступами за команду клубу «Торіно», в якій провів один сезон, участі в матчах чемпіонату не брав.
Згодом з 1977 по 1981 рік грав у складі команд клубів «Пістоєзе», «Чезена» та «Болонья».
Своєю грою за останню команду знову привернув увагу представників тренерського штабу клубу «Торіно», до складу якого повернувся 1981 року. Цього разу відіграв за туринську команду наступні шість сезонів своєї ігрової кар'єри. Більшість часу, проведеного у складі «Торіно», був основним гравцем команди.
Протягом 1987—1991 років захищав кольори клубів «Удінезе» та «Сампдорія». Протягом років виступів за «Сампдорію» виборов титул чемпіона Італії, ставав володарем Кубка Італії, володарем Кубка Кубків УЄФА.
Завершив професійну ігрову кар'єру у клубі «Перуджа», за команду якого виступав протягом 1991—1992 років.

## Виступи за збірні
Протягом 1983—1984 років залучався до складу молодіжної збірної Італії. На молодіжному рівні зіграв у 4 офіційних матчах.
1981 року дебютував в офіційних матчах у складі національної збірної Італії. Протягом кар'єри у національній команді, яка тривала 7 років, провів у формі головної команди країни 38 матчів, забивши 1 гол. У складі збірної був учасником чемпіонату світу 1982 року в Іспанії, здобувши того року титул чемпіона світу.

## Кар'єра тренера
Розпочав тренерську кар'єру, повернувшись до футболу після невеликої перерви, 1998 року, увійшовши до тренерського штабу клубу «Трієстина».
В подальшому очолював збірні Гани та Албанії, а також команди клубів «Аль-Іттіхад» (Саудівська Аравія) та «Лодіджані». Входив до тренерського штабу збірної Парагваю.
Наразі очолює тренерський штаб ефіопської команди «Сент-Джордж».
| Дата       | Місто      | Господарі         | Результат | Гості          | Турнір            | Голи | Примітки                |
| ---------- | ---------- | ----------------- | --------- | -------------- | ----------------- | ---- | ----------------------- |
| 19/04/1981 | Удіне      | Італія            | 0 – 0     | НДР            | товариський матч  | -    |                         |
| 03/06/1981 | Копенгаген | Данія             | 3 – 1     | Італія         | Відбір до ЧС 1982 | -    | вийшов на 67'           |
| 23/09/1981 | Болонья    | Італія            | 3 – 2     | Болгарія       | товариський матч  | 1    | вийшов на 12' - автогол |
| 17/10/1981 | Белград    | Югославія         | 1 – 1     | Італія         | Відбір до ЧС 1982 | -    |                         |
| 14/11/1981 | Турин      | Італія            | 1 – 1     | Греція         | Відбір до ЧС 1982 | -    |                         |
| 05/12/1981 | Неаполь    | Італія            | 1 – 0     | Люксембург     | Відбір до ЧЄ 1984 | -    |                         |
| 23/02/1982 | Париж      | Франція           | 2 – 0     | Італія         | товариський матч  | -    |                         |
| 14/04/1982 | Лейпциг    | НДР               | 1 – 0     | Італія         | товариський матч  | -    | замінений на 46'        |
| 28/05/1982 | Женева     | Швейцарія         | 1 – 1     | Італія         | товариський матч  | -    | вийшов на 78'           |
| 27/10/1982 | Рим        | Італія            | 0 – 1     | Швейцарія      | товариський матч  | -    | вийшов на 46'           |
| 13/11/1982 | Мілан      | Італія            | 2 – 2     | Чехословаччина | Відбір до ЧЄ 1984 | -    | вийшов на 77'           |
| 16/04/1983 | Бухарест   | Румунія           | 1 – 0     | Італія         | Відбір до ЧЄ 1984 | -    | вийшов на 56'           |
| 29/05/1983 | Гетеборг   | Швеція            | 2 – 0     | Італія         | Відбір до ЧЄ 1984 | -    | вийшов на 46'           |
| 05/10/1983 | Барі       | Італія            | 3 – 0     | Греція         | товариський матч  | -    |                         |
| 15/10/1983 | Неаполь    | Італія            | 0 – 3     | Швеція         | Відбір до ЧЄ 1984 | -    |                         |
| 16/11/1983 | Прага      | Чехословаччина    | 2 – 0     | Італія         | Відбір до ЧЄ 1984 | -    |                         |
| 22/12/1983 | Перуджа    | Італія            | 3 – 1     | Кіпр           | Відбір до ЧЄ 1984 | -    |                         |
| 04/02/1984 | Рим        | Італія            | 5 – 0     | Мексика        | товариський матч  | -    | замінений на 46'        |
| 03/03/1984 | Стамбул    | Туреччина         | 1 – 2     | Італія         | товариський матч  | -    | замінений на 85'        |
| 07/04/1984 | Верона     | Італія            | 1 – 1     | Чехословаччина | товариський матч  | -    |                         |
| 22/05/1984 | Цюрих      | ФРН               | 1 – 0     | Італія         | товариський матч  | -    |                         |
| 26/05/1984 | Торонто    | Канада            | 0 – 2     | Італія         | товариський матч  | -    | вийшов на 74'           |
| 30/05/1984 | Нью-Йорк   | США               | 0 – 0     | Італія         | товариський матч  | -    | вийшов на 59'           |
| 26/09/1984 | Мілан      | Італія            | 1 – 0     | Швеція         | товариський матч  | -    | замінений на 62'        |
| 03/11/1984 | Лозанна    | Швейцарія         | 1 – 1     | Італія         | товариський матч  | -    | вийшов на 62'           |
| 08/12/1984 | Пескара    | Італія            | 2 – 0     | Польща         | товариський матч  | -    | вийшов на 61'           |
| 05/02/1985 | Дублін     | Ірландія          | 1 – 2     | Італія         | товариський матч  | -    | вийшов на 72'           |
| 13/03/1985 | Афіни      | Греція            | 0 – 0     | Італія         | товариський матч  | -    | вийшов на 80'           |
| 02/06/1985 | Мехіко     | Мексика           | 1 – 1     | Італія         | товариський матч  | -    | вийшов на 78'           |
| 08/10/1986 | Болонья    | Італія            | 2 – 0     | Греція         | товариський матч  | -    |                         |
| 15/11/1986 | Мілан      | Італія            | 3 – 2     | Швейцарія      | Відбір до ЧЄ 1988 | -    |                         |
| 06/12/1986 | Валетта    | Мальта            | 0 – 2     | Італія         | Відбір до ЧЄ 1988 | -    | замінений на 74'        |
| 24/01/1987 | Бергамо    | Італія            | 5 – 0     | Мальта         | Відбір до ЧЄ 1988 | -    | замінений на 56'        |
| 14/02/1987 | Лісабон    | Португалія        | 0 – 1     | Італія         | Відбір до ЧЄ 1988 | -    | замінений на 76'        |
| 18/04/1987 | Кельн      | ФРН               | 0 – 0     | Італія         | товариський матч  | -    | замінений на 57'        |
| 28/05/1987 | Осло       | Норвегія          | 0 – 0     | Італія         | товариський матч  | -    |                         |
| 03/06/1987 | Стокгольм  | Швеція            | 1 – 0     | Італія         | Відбір до ЧЄ 1988 | -    |                         |
| 10/06/1987 | Цюрих      | Італія            | 3 – 1     | Аргентина      | товариський матч  | -    | вийшов на 89'           |
| Усього     |            | Матчів (64 місце) | 38        |                | Голів             | 1    |                         |

## Титули і досягнення

### Гравець
- Чемпіон Італії (1):

«Сампдорія»: 1990–91
- Володар Кубка Італії (1):

«Сампдорія»: 1988–89
- Володар Суперкубка Італії з футболу (1):

«Сампдорія»: 1991
- Володар Кубка Кубків УЄФА (1):

«Сампдорія»: 1989–90
- Чемпіон світу (1):

1982

### Тренер
- Чемпіон Африки (U-21): 1999